# Isabel Ordaz Luengo
Isabel Ordaz Luengo (Madrid, 1 de gener de 1957) és una actriu de televisió, teatre i cinema madrilenya, coneguda per la seva actuació en les sèrie Aquí no hay quien viva i en La que se avecina.

## Filmografia

### Cinema
| Llargmetratges - El año de las luces (1986) - La noche de la ira (1986) - Bajarse al moro(1989) - Loco veneno (1989) - ¿Por qué lo llaman amor cuando quieren decir sexo? (1993) - Todos los hombres sois iguales (1994) - Una casa en las afueras (1995) - Animia de cariño (1996) - Chevrolet (1997) - La reina Isabel en persona (2000) - Yoyes (2000) - Carne de gallina (2002) - Teresa Teresa (2003) - La mirada violeta (2004) - Escuela de seducción (2004) - El Calentito (2005) - El sueño de una noche de San Juan (2005) (doblatge) - Over the Hedge (2006) (doblatge, versió espanyola) - Una hora más en Canarias (2010) | Curtmetratges - Eres mi gula (1982) - Salida de misa de doce del Pilar (1982) - Cualquier tiempo pasará (cualquier tiempo pasado) (1983) - El vividor II (1983) - Rita y su conjunto (1984) - Una tarde (1984) - Convivencia (1984) - El vividor cero (1984) - Disparen sobre el cineasta(1984) - Ni siquiera es tu casa, Carlitos (1985) - Quasimodo va al fanático (1985) - En el bar de un hotel de Tokio (1986) - Historias oscuras (1991) - Ochenta y siete cartas de amor (1992) - Su primer amor (1992) - Esa es tu parte (1992) - Solo amor (1994) - Alsasua 1936 (1994) - El derecho de las patatas (2000) - Agüela (2001) - Ausencias (2001) - El corazón de la memoria(2001) - Terapia de choque (2010) - El aprovechamiento industrial de los cadáveres (2012) |

### Televisió
- Teresa de Jesús (1984)
- La bola de cristal (1984-1988)
- Los mundos de yupi (1987)
- Las chicas de hoy en día (1991)
- Como la vida misma(1992)
- No sé bailar (1992)
- A su servicio (1994)
- Vecinos (1994)
- Pepa y Pepe (1995)
- Todos los hombres sois iguales (1996-1998)
- El comisario (2000)
- Estudio 1 (2000)
- El pantano (2003)
- Aquí no hay quien viva (2004-2006)
- La que se avecina (2007-2008, 2011-present)
- El club de la comedia (2011)

### Teatre
- Absalón (1983)
- Electra (1984)
- Las tres gracias: La llamada es del todo inadecuada (1986)
- Aquarium (1989)
- Aliento de equilibrista (1993)
- El huésped se divierte (2001)
- La dama boba (2002)
- Algún amor que no mate (2004)
- Cuando era pequeña (2006)
- El caso de la mujer asesinadita (2008-2009)
- Luparella (2010)
- Los días felices (2011)
- La asamblea de mujeres (2011)
- Luces de bohemia (2012)
- Lúcido (2012-2013)

## Premis i nominacions
| Any  | Premi                                                       | Categoria                                    | Títol                          | Resultat   |
| ---- | ----------------------------------------------------------- | -------------------------------------------- | ------------------------------ | ---------- |
| 1995 | Festival de Cine de Alcalá de Henares i Comunitat de Madrid | Millor interpretació femenina                | Solo amor                      | Guanyadora |
| 1996 | Premis de la Unió de Actors (Espanya)                       | Millor interpretació secundària de televisió | Pepa y Pepe                    | Nominada   |
| 1997 | Miami Hispanic Film Festival                                | Millor actriu                                | Chevrolet                      | Guanyadora |
| 1997 | Festival Internacional de Cinema de Moscú                   | Millor actriu                                | Chevrolet                      | Guanyadora |
| 1998 | Premis de la Unió de Actors (Espanya)                       | Millor interpretació secundària de televisió | Todos los hombres sois iguales | Guanyadora |
| 1998 | Premis Goya                                                 | Millor actriu revelació                      | Chevrolet                      | Guanyadora |
| 2000 | Festival de Cinema d'Espanya de Tolosa                      | Prix Cinespaña                               | La reina Isabel en persona     | Guanyadora |
| 2001 | Cercle d'Escriptors Cinematogràfics (Espanya)               | Millor actriu                                | La reina Isabel en persona     | Nominada   |
| 2004 | Cercle d'Escriptors Cinematogràfics (Espanya)               | Millor actriu                                | Teresa Teresa                  | Nominada   |
| 2006 | Premis de la Unió de Actors (Espanya)                       | Millor actriu secundària de televisió        | Aquí no hay quien viva         | Guanyadora |
| 2008 | Premi Meliá Recoletos de la temporada teatral en Valladolid |                                              | Cuando era pequeña             | Guanyadora |
| 2011 | Festival de Curts "Rodinia"                                 | Millor actriu                                | Terapia de Choque              | Guanyadora |
| 2012 | Shangay Express                                             | Premi Shangay                                | La que se avecina              | Guanyadora |